# Namsos (gemeente)
Namsos is een gemeente in de Noorse provincie Trøndelag. De gemeente telde 13.051 inwoners in januari 2017. In het oosten van de gemeente ligt een vliegveld

## Plaatsen in de gemeente
- Bangsund
- Dun
- Finnanger
- Fjær
- Fossbrenna
- Grautvika
- Gullholmstrand
- Gullvikmoen
- Klinga
- Lavika
- Namsos (plaats)
- Ramsvika
- Romstad
- Salsnes
- Selnes
- Skomsvoll
- Skorstad
- Spillum
- Stranda
- Vemundvik

Åfjord · Flatanger · Frosta · Frøya · Grong · Heim · Hitra · Holtålen · Høylandet · Inderøy · Indre Fosen · Leka · Levanger · Lierne · Malvik ·  Melhus · Meråker · Midtre Gauldal · Nærøysund · Namsos · Namsskogan · Oppdal · Orkland · Ørland · Osen · Overhalla · Rennebu · Rindal · Røros · Røyrvik · Selbu · Skaun · Snåsa · Steinkjer · Stjørdal · Trondheim · Tydal · Verdal

Fylker van Noorwegen